# 福城君
福城君（복성군，1509年九月十五—1533年五月廿三），本名李嵋（이미），幼名鶴壽，是朝鮮王朝中宗李懌的庶長子，生母為敬嬪朴氏。諡貞愍。中宗让学者吕希临做福城君的师傅，并不顾大臣反对，将自己登基前的旧宅赐给福城君。
他在十多歲時獲文定王后賜婚，娶坡平尹氏縣監贈贊成尹仁範的女兒（1530年去世），之後離開皇宮生活。在灼鼠之變時連同母親一同被指謀反，而被流放尚州，后賜死。他的墓在京畿道楊州郡豐壤縣。
无子，以七弟德兴君李岹子河城君李钧为嗣。后来河城君登基为朝鲜宣祖，并没有追尊嗣父福城君，并改以福城君二弟海安君李㟓第六子乌江君李键为福城君嗣子。李键无子，宣祖又先后以第三子義安君李珹、第四子信城君李珝出继福城君为嗣孙。

## 家族
- 女：李雲環[2]
- 女婿：崔禮秀
  - 外孫：崔玘
  - 外孫：崔珷

## 影视形象
- 《女人天下》，吴承允、安鸿镇分别饰演少年和成年福城君

## 附註
1. ↑  .   [2014-02-15]. （原始内容存档于2014-02-22）.
2. ↑  璿源錄卷之四十五·中宗大王宗親錄